# Rountreeviridae

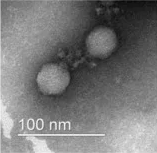
EM-Auzfnahme zweir Virionen von Staphylococcus-Phage CSA13,
Gattung Rosenblumvirus

Rountreeviridae ist die Bezeichnung für eine 2021 vom International Committee on Taxonomy of Viruses (ICTV) neu eingerichtete Familie von Viren mit Kopf-Schwanz-Aufbau (Klasse Caudoviricetes).
Die Mitglieder der Familie Rountreeviridae sind Bakterienviren (Bakteriophagen) mit Podoviren-Morphologie (Kopf-Schwanz-Aufbau mit kurzer Schwanzstruktur).
Die Familie wurde 2021 eingerichtet, um die phylogenetische (genomische wie proteomische) Verwandtschaft der neu eingerichteten Unterfamilie Sarlesvirinae mit der (zu der inzwischen aufgelösten Familie Podoviridae der Podoviren gehörenden) Unterfamilie Rakietenvirinae taxonomisch abzubilden. Auch die beiden bereits bestehenden Gattungen Fischettivirus und Negarvirus erwiesen sich als ähnlich verwandt, ohne einer dieser beiden Unterfamilien zugeordnet werden zu können.

## Beschreibung
Die Familie Rountreeviridae wurde 2021 vom ICTV nach einem Vorschlag von 2020 offiziell bestätigt. Sie
wurde zusammen mit der Familie Salasmaviridae eingerichtet, um Phi29-ähnliche Phagen, die vorwiegend Staphylococcus- und Enterococcus-Stämme infizieren, taxonomisch korrekt zu erfassen. Sie enthält die früher aufgrund ihrer Morphologie zu den Podoviren gestellte Unterfamilie Rakietenvirinae
Während Bacillus-Virus phi29 Mitglied jener Salasmaviridae ist, haben die Rountreeviridae mit dieser Unterfamilie die Vertreter Staphylococcus-Phage 44AHJD, Staphylococcus-Phage 66, Staphylococcus-Phage CSA13 und das mutmaßliche Mitglied „Staphylococcus-Phage P68“ geerbt.

### UnterfamilieSarlesvirinae
Diese neue Unterfamilie besteht aus den beiden mit ihr ebenfalls neu eingerichteten Gattungen Copernicusvirus und Minhovirus.
Der Enterococcus-Phage vB_Efae230P-4 (Gattung Copernicusvirus) wurde erstmals 2014 an der Nikolaus-Kopernikus-Universität in Toruń, Polen isoliert wurde.
Der Enterococcus-Phage vB_EfaP_Zip (Gattung Minhovirus) wurde aus Rohabwasser einer Kläranlage unter Verwendung des Stammes Enterococcus faecium C410 als Wirtsbakterium isoliert.
Der Enterococcus-Phage vB_EfaP_IME199 (aus derselben Gattung) wurde aus Krankenhausabwasser isoliert, wobei ebenfalls ein Stamm von Enterococcus faecium als Wirtsbakterium diente. Die Transmissionselektronenmikroskopie zeigte, dass dieser Phage ein ikosaedrisches Kapsid von ca. 54 nm Durchmesser und einen kurzen, nicht kontraktilen Schwanz hat. Er besitzt (wie alle offiziell bestätigten Mitglieder der Ordnung Caudovirales) ein lineares, doppelsträngiges DNA-Genom. Es hat an jedem Ende Imperfect Inverted Terminal Repeats von ca. 65 bp (Basenpaaren), die denen anderer Phi29-ähnlicher Viren ähnlich sind.

### Morphologie
Die Virionen (Viruspartikel) der Rountreeviridae sind vom Morphotyp der Podoviren: Kopf-Schwanz-Aufbau mit kurzer Schwanzstruktur und einen ikosaedrischen Kopf.

### Wirte
Die natürlichen Wirte der Rountreeviridae sind Bakterien, soweit bekannt aus den Gattungen Staphylococcus, Enterococcus, Streptococcus und Lactococcus. Diese gehören den Ordnungen Lactobacillales (Milchsäurebakterien) und Bacillales an; beides sind Ordnungen in der Klasse Bacilli des Phylums Firmicutes.

## Etymologie
Die Namensherkunft der neuen Taxa ist gemäß Vorschlag von 2020 wie folgt:
- Rountreeviridae: Benannt zu Ehren von Phyllis Margaret Rountree (1911–1994), einer australischen Bakteriologin und Expertin für Staphylokokken. Sie war Gründungsmitglied des International Subcommittee for Phage Typing of Staphylococci (gegründet 1953) und hatte von 1966 bis 1982 den Vorsitz inne. Ehrendoktor der Universität von Sydney (1987).[4]
- Sarlesvirinae: Benannt nach William Bowen Sarles (1906–1987), einem amerikanischen Bakteriologen, ausgezeichnet mit der Legion of Merit der Vereinigten Staaten, Herausgeber des Journal of Bacteriology, Präsident der Society of American Bacteriologists (ASM) und ehemaliger Vorsitzender der bakteriologischen Abteilung der University of Wisconsin (1954–1968). Er war einer der ersten Wissenschaftler, der Enterococcus-Phagen isolierte.
- Gattung Copernicusvirus: Benannt nach der Nikolaus-Kopernikus-Universität in Toruń, Polen, wo 2014 das erste Virus dieses Typs, der Enterococcus-Phage vB_Efae230P-4, isoliert wurde.
- Gattung Minhovirus: Benannt nach der Universität Minho in Portugal, an der der Phage Zip isoliert wurde.

## Systematik

### Innere Systematik
Die Familie Rountreeviridae setzt sich nach ICTV mit Stand Juni 2024 wie folgt zusammen (einige Vorschläge sind hinzugefügt, wo nicht anders angegeben gemäß der NCBI-Taxonomie):
Familie Rountreeviridae (veraltet: P68-ähnliche Phagen, P68-ähnliche Viren, en. P68-like phages, P68-like viruses), Morphotyp: Podoviren
- Unterfamilie Rakietenvirinae (früher zur ehemaligen Familie Podoviridae)
  - Gattung Andhravirus
    - Spezies Andhravirus andhra (Staphylococcus-Virus Andhra, ehem. Typus) mit Staphylococcus phage Andhra
    - Spezies Andhravirus besep3 mit Staphylococcus phage BESEP3
    - Spezies Andhravirus sealphi mit Staphylococcus phage SeAlphi
    - Spezies Andhravirus St134 (Staphylococcus-Virus St13) mit Staphylococcus phage St 134

  - Gattung Rosenblumvirus (veraltet P68virus, Ahjdlikevirus, AHJD-like viruses, AHJD-ähnliche Viren)[9]
    - Spezies Rosenblumvirus AGO13 (Staphylococcus-Virus phiAGO13) mit Staphylococcus phage vB_SauP_phiAGO1.3 und Staphylococcus phage vB_SauP_phiAGO1.9
    - Spezies Rosenblumvirus BP39 (Staphylococcus-Virus BP39) mit Staphylococcus phage BP39
    - Spezies Rosenblumvirus CSA13 (Staphylococcus-Virus CSA13, veraltet Staphylococcus aureus Podovirus CSA13) mit Staphylococcus phage CSA13[1]
    - Spezies Rosenblumvirus EBHT mit Staphylococcus phage Portland
    - Spezies Rosenblumvirus GRCS (Staphylococcus-Virus GRCS) mit Staphylococcus phage GRCS
    - Spezies Rosenblumvirus jpl50 mit Staphylococcus phage JPL-50
    - Spezies Rosenblumvirus LSA2366 mit Staphylococcus phage LSA2366
    - Spezies Rosenblumvirus pabna (Staphylococcus-Virus Pabna) mit Staphylococcus phage Pabna
    - Spezies Rosenblumvirus portland mit Staphylococcus phage Portland
    - Spezies Rosenblumvirus PSa3 (Staphylococcus-Virus PSa3) mit Staphylococcus phage PSa3 alias Staphylococcus phage vB_SauP_EBHT
    - Spezies Rosenblumvirus rv66 (Staphylococcus-Virus 66) mit Bacteriophage 66 alias Staphylococcus phage 66 oder Staphylococcus aureus phage Φ66 (Φ66)[10][11]
    - Spezies Rosenblumvirus rv44AHJD (Staphylococcus-Virus 44AHJD, ehem. Typus) mit Staphylococcus phage phi44AHJD
    - Spezies Rosenblumvirus S241 (Staphylococcus-Virus S24-1) mit Staphylococcus phage S24-1 DNA und Staphylococcus phage S13' (sic!)
    - Spezies Rosenblumvirus SA46CL1 mit Staphylococcus phage SA46-CL1
    - Spezies Rosenblumvirus SAP2 (Staphylococcus-Virus SAP2) mit Staphylococcus phage SAP-2
    - Spezies Rosenblumvirus SCH1 (Staphylococcus-Virus SCH1) mit Staphylococcus phage SCH1 alias Staphylococcus phage SCH111 und Staphylococcus phage vB_SauP-436A1
    - Spezies Rosenblumvirus SLPW (Staphylococcus-Virus SLPW) mit Staphylococcus phage SLPW
    - Spezies „Staphylococcus phage P68“ („Staphylococcus-Phage P68“,  alias „Staphylococcus aureus phage phiP68“)[12] – detaillierter Aufbau der Virionen bei Hrebík et al. (2019)[13]
    - Spezies „Staphylococcus phage SA03-CTH2“(„Staphylococcus-Phage SA03-CTH2“)
    - Spezies „Staphylococcus phage SA1-CTA1“ („Staphylococcus-Phage SA1-CTA1“)
    - Spezies „Staphylococcus phage SA30-CTH2“ („Staphylococcus-Phage SA30-CTH2“)
    - Spezies „Staphylococcus phage SA44-CTH7“ („Staphylococcus-Phage SA44-CTH7“)
    - Spezies „Staphylococcus phage SA46-CL1“ („Staphylococcus-Phage SA46-CL1“)
    - Spezies „Staphylococcus phage SA46-CTH2“ („Staphylococcus-Phage SA46-CTH2“)
    - Spezies „Staphylococcus phage SA46-CTH4“ („Staphylococcus-Phage SA46-CTH4“)

- Unterfamilie Sarlesvirinae
  - Gattung Copernicusvirus
    - Spezies Copernicusvirus AE417 mit Enterococcus phage AE4_17
    - Spezies Copernicusvirus Ef62 mit Enterococcus phage vB_EfaP_Ef6.2
    - Spezies Copernicusvirus Ef63 mit Enterococcus phage vB_EfaP_Ef6.3
    - Spezies Copernicusvirus Ef72 mit Enterococcus phage vB_EfaP_Ef7.2
    - Spezies Copernicusvirus Ef73 mit Enterococcus phage vB_EfaP_Ef7.3
    - Spezies Copernicusvirus Ef74 mit Enterococcus phage vB_EfaP_Ef7.4
    - Spezies Copernicusvirus Efae230P4 (Enterococcus-Virus Efae230P4) mit Enterococcus phage vB_Efae230P-4
    - Spezies Copernicusvirus Efmus1 mit Enterococcus phage vB_EfaP_Efmus1
    - Spezies Copernicusvirus Efmus3 mit Enterococcus phage vB_EfaP_Efmus3
    - Spezies Copernicusvirus Efmus4 mit Enterococcus phage vB_EfaP_Efmus4
    - Spezies Copernicusvirus Idefix (Enterococcus-Virus Idefix) mit Enterococcus phage Idefix (nicht zu verwechseln mit dem Drosophila melanogaster Idefix virus, Spezies Errantivirus idefixi, Ordnung Ortervirales)
    - Spezies Copernicusvirus IME195 mit Enterococcus phage vB_EfaP_IME195
    - Spezies Copernicusvirus mda1 mit Enterococcus phage MDA1

  - Gattung Minhovirus
    - Spezies Minhovirus IME199 (Enterococcus-Virus IME199) mit Enterococcus phage vB_EfaP_IME199
    - Spezies Minhovirus zip (Enterococcus-Virus Zip) mit Enterococcus phage vB_EfaP_Zip

- Unterfamilie nicht zugewiesen
  - Gattung Fischettivirus
    - Spezies Fischettivirus C1 (Streptococcus-Virus C1) mit Streptococcus phage C1

  - Gattung Negarvirus
    - Spezies Negarvirus WP2 (Lactococcus-Virus WP2) mit Lactococcus phage WP-2

### Äußere Systematik
Als im weiteren Sinn Phi29-ähnliche Viren stehen die Rountreeviridae vermutlich den Salasmaviridae (mit der früher als Phi29-like viruses bezeichneten Gattung Salasvirus)  innerhalb der gemeinsamen Ordnung Caudovirales nahe.